# Eskolait
Eskolait ist ein selten vorkommendes Mineral aus der Mineralklasse der „Oxide und Hydroxide“ mit der chemischen Zusammensetzung Cr2O3 und damit chemisch gesehen Chrom(III)-oxid. Synthetisch hergestellt ist die Verbindung auch als Pigment Chromoxidgrün bekannt.
Eskolait kristallisiert im trigonalen Kristallsystem und entwickelt dicktafelige bis prismatische, hexagonale Kristalle bis etwa 12 mm Größe mit einem glasähnlichen Glanz auf den Oberflächen. Das Mineral ist im Allgemeinen undurchsichtig und nur an dünnen Kanten durchscheinend. Die Kristalle sind von dunkelgrüner bis schwarzer Farbe, erscheinen jedoch im Auflicht grau mit smaragdgrünen inneren Reflexionen. Auf der Strichtafel hinterlässt Eskolait einen eher hellgrünen Strich.

## Etymologie und Geschichte
Bereits 1859 wurde das wasserhaltige „Chromoxidhydratgrün“ (auch „Guignetgrün“ oder „Guignets Grün“) von Charles-Ernest Théodat Guignet (1839–) bekannt gemacht und kommerziell hergestellt. 1929 erfolgte die Markteinführung synthetischer „anorganischer Chromoxid-Pigmente“ von Bayer AG.
Als natürliche Mineralbildung wurde die Verbindung erstmals 1949 von Yrjö Vuorelainen (1922–1988) im Bergbaubezirk Outokumpu in der finnischen Landschaft Nordkarelien entdeckt. Die Analyse und Erstbeschreibung wurde von Vuorelainen in Zusammenarbeit mit Olavi Kouvo durchgeführt und 1958 im englischsprachigen Fachmagazin American Mineralogist publiziert. Benannt wurde das Mineral nach Pentti Eelis Eskola (1883–1964), dem damaligen Professor der Universität Helsinki.
Ein Aufbewahrungsort für das Typmaterial des Minerals ist bisher nicht bekannt (Stand 2023).
Da der Eskolait bereits vor der Gründung der International Mineralogical Association (IMA) bekannt und als eigenständige Mineralart anerkannt war, wurde dies von ihrer Commission on New Minerals, Nomenclature and Classification (CNMNC) übernommen und bezeichnet den Eskolait als sogenanntes „grandfathered“ (G) Mineral. Die ebenfalls von der IMA/CNMNC anerkannte Kurzbezeichnung (auch Mineral-Symbol) von Eskolait lautet „Esk“.

## Klassifikation
In der veralteten 8. Auflage der Mineralsystematik nach Strunz gehörte der Eskolait zur Mineralklasse der „Oxide und Hydroxide“ und dort zur Abteilung der Oxide mit dem Stoffmengenverhältnis „M2O3- und verwandte Verbindungen“, wo er zusammen mit Hämatit, Karelianit und Korund die „Korund-Reihe“ mit der System-Nr. IV/C.04a bildete.
Im zuletzt 2018 überarbeiteten und aktualisierten Lapis-Mineralienverzeichnis nach Stefan Weiß, das sich aus Rücksicht auf private Sammler und institutionelle Sammlungen noch nach dieser alten Form der Systematik von Karl Hugo Strunz richtet, erhielt das Mineral die System- und Mineral-Nr. IV/C.04-030. In der „Lapis-Systematik“ entspricht dies ebenfalls der Abteilung „Oxide mit dem Stoffmengenverhältnis Metall : Sauerstoff = 2 : 3 (M2O3 und verwandte Verbindungen)“, wo Eskolait zusammen mit Hämatit, Karelianit, Korund und Tistarit die „Hämatitgruppe“ mit der System-Nr. IV/C.04 bildet.
Die von der International Mineralogical Association (IMA) zuletzt 2009 aktualisierte 9. Auflage der Strunz’schen Mineralsystematik ordnet den Eskolait in die erweiterte Abteilung der „Metall : Sauerstoff = 2 : 3, 3 : 5 und vergleichbare“ ein. Diese ist allerdings weiter unterteilt nach der relativen Größe der beteiligten Kationen, so dass das Mineral entsprechend seiner Zusammensetzung in der Unterabteilung „Mit mittelgroßen Kationen“ zu finden ist, wo es zusammen mit  die „Korundgruppe“ mit der System-Nr. 4.CB.05 bildet.
Auch die vorwiegend im englischen Sprachraum gebräuchliche Systematik der Minerale nach Dana ordnet den Eskolait in die Klasse der „Oxide und Hydroxide“ und dort in die Abteilung der „Oxide“ ein. Hier ist er zusammen mit Hämatit, Karelianit, Korund und Tistarit in der „Korund-Hämatit-Gruppe (Rhomboedrisch: R3c)“ mit der System-Nr. 04.03.01 innerhalb der Unterabteilung „Einfache Oxide mit einer Kationenladung von 3+ (A2O3)“ zu finden.

## Kristallstruktur
Eskolait kristallisiert isostrukturell mit Korund in der trigonalen Raumgruppe R3c (Raumgruppen-Nr. 167) mit den Gitterparametern a = 4,96 Å und c = 13,60 Å sowie 6 Formeleinheiten pro Elementarzelle.

## Eigenschaften
Vuorelainen und Kouvo führten Tests mit mehreren Ätzmitteln durch, wobei sich das Mineral als sehr unempfindlich gegenüber verschiedenen, selbst starken Säuren und Laugen erwies. Namentlich waren dies 50%ige Salpetersäure (HNO3) und Salzsäure (HCl) sowie Königswasser (Aq. reg.), 40%iges Kaliumhydroxid (KOH), 20%iges Eisen(III)-chlorid (FeCl3) und Kaliumcyanid (KCN) und 5%iges Quecksilber(II)-chlorid (HgCl2). Selbst bei Verwendung von 70%iger Perchlorsäure (eine Supersäure) zeigte das Mineral keine Reaktion.

## Bildung und Fundorte
Das Outokumpu-Erzfeld im finnischen Nordkarelien, in dem die Typlokalität von Eskolait liegt, besteht aus geschichteten, ophiolithischen und massiven Kupfer-Zink-Kobalt-Sulfiden mit feinverteilten Nickelsulfiden, Quarziten, verkieseltem Kalkstein und Serpentinit. Eskolait fand sich hier in chromreichen Tremolit-Skarnen, Metaquarziten und Chlorit-Gängen. Neben chromhaltigem Tremolit und Quarz traten als weitere Begleitminerale noch Chalkopyrit, Guyanait, Pentlandit, Pyrrhotin, Pyrit, Uwarowit, chromhaltige Turmaline, Calcit, Talk hinzu.
Als seltene Mineralbildung konnte Eskolait nur an wenigen Orten nachgewiesen werden, wobei weltweit bisher rund 30 Vorkommen dokumentiert sind. Seine Typlokalität im Outokumpu-Erzfeld ist dabei der bisher einzige bekannte Fundort in Finnland (Stand 2023).
Weitere Fundorte sind unter anderem die Sedimente am Rio das Almas (engl. Pico das Almas River) nahe der Gemeinde Érico Cardoso im brasilianischen Bundesstaat Bahia, eine Seifen-Lagerstätte am Fluss Merume nahe Kamakusa (oder Kamikusa, Region Cuyuni-Mazaruni) in Guyana, die Zink-Blei-Sulfid-Lagerstätte „Rampura-Agucha“ im Distrikt Bhilwara (Rajasthan) in Indien, ein Fundpunkt (Callowhill Upper) am Newton Mt. Kennedy (Wicklow Mountains) im irischen County Wicklow, die Schwermineral-Ablagerungen vor den Senkaku-Inseln in Japan, ein unbenannter Phosphorit-Steinbruch im Daba-Siwaqa-Komplex im jordanischen Gouvernement Amman, die Uran-Lagerstätte „Matoush“ am Monts Otish in der kanadischen Provinz Québec, mehrere Fundstätten in den russischen Oblasten Tscheljabinsk und Oblast Swerdlowsk (Ural), Irkutsk (Sibirien), Magadan (Ferner Osten) sowie den zur russischen Föderation gehörenden Republiken Karelien und Sacha und dem Autonomen Kreis der Jamal-Nenzen, die kontakt-metamorphosierten Schwarzschiefer bei Chynín nahe der tschechischen Gemeinde Nové Mitrovice sowie einzelne Fundpunkte am Goat Mountain im San Benito County von Kalifornien und am Moses Rock im San Juan County von Utah in den Vereinigten Staaten.
In Deutschland konnte das Mineral bisher nur in einem Meteoriten namens Kiel entdeckt werden, der 1962 nahe der gleichnamigen Stadt in Schleswig-Holstein niederging (Stand 2023).
Daneben konnte Eskolait noch in weiteren Meteoriten nachgewiesen werden wie unter anderem in Lewis Cliff 85311 und 88774 vom Lewis-Kliff in der Antarktis, im Murchison-Meteorit aus Victoria in Australien, Banten (benannt nach der gleichnamigen Stadt) von der indonesischen Insel Java, Gibeon aus der Region Hardap in Namibia, Northwest Africa 7325 aus der marokkanischen Sahara, Dhofar 225 aus dem Gouvernement Dhofar des Sultanats Oman und Murray aus dem Calloway County des US-Bundesstaates Kentucky.
Auch außerhalb der Erde, genauer in Mineralproben vom Mond, die an den Landestellen der Missionen Luna 24 im Mare Crisium und Apollo 17 im Taurus-Littrow-Tal gesammelt wurden, fand sich Eskolait.

## Verwendung
Außer als olivgrünes Pigment wird Eskolait beziehungsweise seine synthetische Entsprechung unter anderem aufgrund seiner Härte noch als Schleif- und Poliermittel eingesetzt.